# Houston Cougars

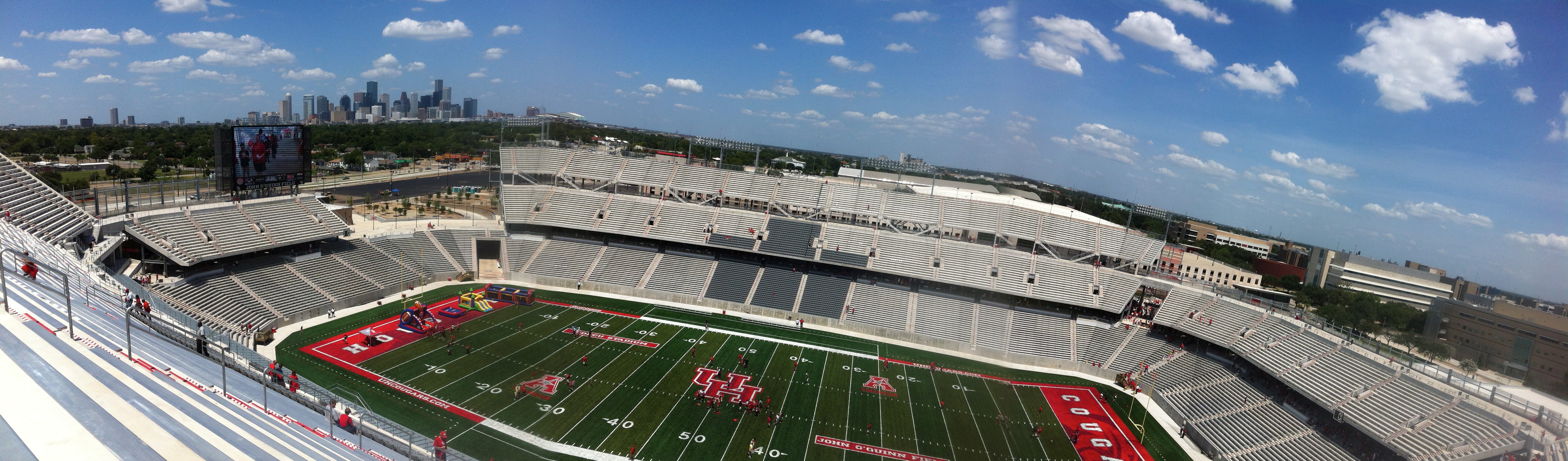
TDECU Stadium.

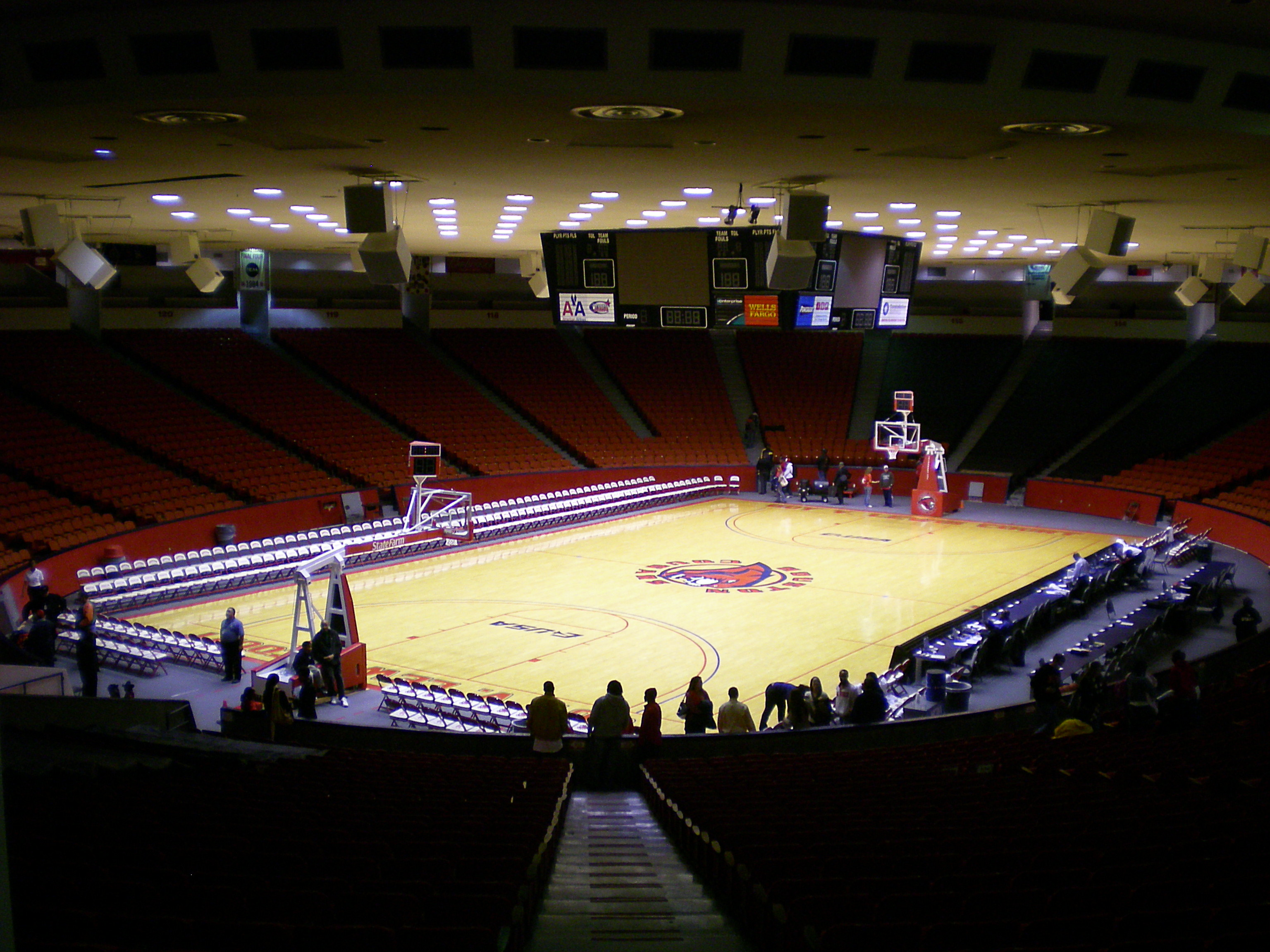
Fertitta Center.

Houston Cougars (español: Pumas de Houston) es el equipo deportivo de la Universidad de Houston. Los Cougars participan en las competiciones universitarias de la División I de la NCAA. Compitió en la Missouri Valley Conference desde 1951 hasta 1960, y fue independiente desde 1960 hasta 1971. Luego se incorporó a la Southwest Conference en 1972, pasó a la Conference USA en 1996, pasó a la American Athletic Conference en 2013, y forma parte de la Big 12 Conference desde 2023.
Los programas más exitosos son, sobre todo, el de golf, que cuenta con 16 títulos nacionales de la NCAA, y el de baloncesto, con 5 participaciones en la Final Four. Además, los Cougars han nutrido a la NBA de grandes jugadores como Hakeem Olajuwon, Clyde Drexler o Elvin Hayes. 
En fútbol americano, los Cougars ganaron 11 campeonatos de conferencia: cuatro en la Missouri Valley (1952, 1956, 1957 y 1959), cuatro en la Southwest (1976, 1978, 1979 y 1984), dos en la Conference USA (1996 y 2006) y uno en la American (2015). Seis de los títulos fueron absolutos y cinco fueron compartidos. Los Cougars han disputado 23 bowls de postemporada, destacándose sus victorias en el Cotton Bowl de las temporadas 1976 y 1979, y el Peach Bowl de 2015.
Los Cougars también son conocidos como "Coogs".

## Equipos
Los Cougars tienen 15 equipos oficiales, 6 masculinos y 9 femeninos:
| - Masculino - Baloncesto - Atletismo - Golf - Cross - Béisbol - Fútbol americano | - Femenino - Baloncesto - Fútbol - Golf - Tenis - Sófbol - Cross - Atletismo - Natación - Voleibol |